# Pinnaspis sciadopityos
Pinnaspis sciadopityos är en insektsart som beskrevs av Sadao Takagi 1965. Pinnaspis sciadopityos ingår i släktet Pinnaspis och familjen pansarsköldlöss. Inga underarter finns listade i Catalogue of Life.